# Adršpach
Adršpach är en ort i Tjeckien. Den ligger i den nordöstra delen av landet, 130 km öster om huvudstaden Prag. Adršpach ligger 526 meter över havet och antalet invånare är 527.
Terrängen runt Adršpach är huvudsakligen kuperad, men den allra närmaste omgivningen är platt. Runt Adršpach är det ganska glesbefolkat, med 32 invånare per kvadratkilometer. Närmaste större samhälle är Trutnov, 15,2 km väster om Adršpach. I omgivningarna runt Adršpach växer i huvudsak barrskog.